# Medanalys
Medanalys, laboratorieföretag i medicinbranschen, känt för Medanalysskandalen i mitten av 1990-talet. Socialstyrelsen gjorde en razzia mot företaget och misstänkte felaktigheter i samband med behandlingen av de prover som företaget analyserade. Medanalys stämde senare Socialstyrelsen på 300 miljoner kr, då misstankarna visade sig grundlösa.
Justitiekanslern beslutade i början av juni 2006 om en förlikning med Medanalys konkursbo och utbetalade 35 miljoner kronor, samt senare i förlikning med förre ägaren Lennart Ransnäs 13 miljoner kronor .